# Politikåret 1861

## Händelser
- 29 januari - Kansas blir delstat i USA.[1]
- 28 februari - Coloradoterritoriet upprättas i USA.[2]
- 2 mars – Dakotaterritoriet.[3][4] och Nevadaterritoriet upprättas i USA.[5]
- 4 mars - Abraham Lincoln tillträder som USA:s president.[6]
- 17 mars - Kungariket Italien utropas, med Camillo di Cavour som konseljpresident.[7]
- 6 juni - Tillförordnade Marco Minghetti efterträder Camillo di Cavour som Italiens konseljpresident.[7]
- 12 juni - Bettino Ricasoli tillträder som Italiens konseljpresident.[7]
- 12 juli - William Fox efterträder Edward Stafford som Nya Zeelands premiärminister.[8]
- 12 december - Tillförordnade Erik Røring Møinichen efterträder Hans Christian Petersen som Norges förstestatsråd.[9]
- 17 december - Frederik Stang efterträder tillförordnade Erik Røring Møinichen som Norges förstestatsråd.[9]

### Fotnoter
1. ↑  ”Kansas” (på engelska). World Statesmen. http://www.worldstatesmen.org/US_states_F-K.html#Kansas. Läst 29 juli 2015.
2. ↑  ”Colorado” (på engelska). World Statesmen. http://www.worldstatesmen.org/US_states_A-D.html#Colorado. Läst 29 juli 2015.
3. ↑  ”North Dakota” (på engelska). World Statesmen. http://www.worldstatesmen.org/US_states_N.html#ND. Läst 29 juli 2015.
4. ↑  ”South Dakota” (på engelska). World Statesmen. http://www.worldstatesmen.org/US_states_S-U.html#South-Dakota. Läst 29 juli 2015.
5. ↑  ”Nevada” (på engelska). World Statesmen. http://www.worldstatesmen.org/US_states_N.html#Nevada. Läst 29 juli 2015.
6. ↑  ”United States of America” (på engelska). World Statesmen. http://www.worldstatesmen.org/United_States.html. Läst 29 juli 2015.
7. 1 2 3  ”Italy” (på engelska). World Statesmen. http://www.worldstatesmen.org/Italy.htm. Läst 29 juli 2015.
8. ↑  ”New Zealand” (på engelska). World Statesmen. http://www.worldstatesmen.org/New_Zealand.htm. Läst 1 augusti 2015.
9. 1 2  ”Norway” (på engelska). World Statesmen. http://www.worldstatesmen.org/Norway.htm. Läst 1 augusti 2015.